# Paranthura nigrocaudata
Paranthura nigrocaudata is een pissebed uit de familie Paranthuridae. De wetenschappelijke naam van de soort is voor het eerst geldig gepubliceerd in 1975 door Nunomura.